# 罷韓四君子
罷韓四君子是指在2019至2020年期間組織罷免時任高雄市市長韓國瑜的「三大罷韓團體」裡的四位「領導者」，由法定領銜人陳冠榮、WeCare高雄發起人尹立、公民割草行動發言人李佾潔、時任台灣基進新聞輿情部副主任張博洋組成。直至2020年6月6日，韓國瑜被罷免，成為中華民國歷史上首位被罷免的直轄市長。

## 名稱緣由
2019年11月，四人認為韓國瑜就職高雄市長四個月後，即宣布參選中華民國總統，此舉違背責任政治、誠信原則，導致市政長期停擺，而合作進行罷免活動，因時常同台現身，而被媒體稱為為「罷韓四君子」。該組合以公民身份，旨在推動台灣民主發展，守護高雄。

## 韓國瑜罷免案
該團體領銜人陳冠榮在2019年12月底呈交「罷韓理由書」
2019年12月26日，第一階段罷免程序正式啟動。該團體將30餘箱、多達3萬份的罷免提議書交予中央選舉委員會審核罷免程序第一階段在2020年1月17日通過。
2020年1月19日至3月8日是罷免程序的第二階段，最終該團體收到56萬份連署書（佔高雄市人口約四分之一），並在3月9日將其中約40萬份移交高雄市選委會，高雄市選委會稱有效聯署數為37萬7662份，比第二階段所需的30萬份要多。過程中韓國瑜曾在2020年4月向台北高等行政法院提出「停止執行」聲請，其後被駁回。罷韓團體也在罷免前也在台北、高雄舉辦集會及遊行，呼籲「北漂青年」（於台北生活的高雄青年）於罷免投票當日（6月6日）返回高雄投票。
罷免案投票在6月6日進行，總選舉人數為969,259人。最終結果為同意票939,090票，不同意票25,051票，無效票5,118票，投票率為42.14%。由於有效同意票數多於不同意票數且達高雄市選舉人總數四分之一以上（574,996票），且被罷免人韓國瑜放棄提出罷免無效之訴訟，因此罷免成功。
在得知罷免案獲得通過後，該團體表示這次罷免案為「高雄人的勝利」，並感謝所有支持者。